# À tout jamais (film, 2012)
Pour les articles homonymes, voir À tout jamais (homonymie).
Pour plus de détails, voir Fiche technique et Distribution.
À tout jamais (Tot altijd) est un film belge de 2012 réalisé par Nic Balthazar et dont le scénario est inspiré de faits réels. 
Ce film est, après Ben X, le second long métrage de Nic Balthazar.

## Les faits réels
À tout jamais est inspiré de l'histoire de Mario Verstraete, un patient atteint de sclérose en plaques et qui s'est battu depuis des années pour que la Belgique légifère sur l'euthanasie et qui, finalement, sera le premier à s'en servir en 2002.

## Fiche technique
- Titre : À tout jamais
- Titre original : Tot altijd
- Réalisation : Nic Balthazar
- Scénario : Nic Balthazar
- Directeur de la photographie : Danny Elsen
- Montage : Philippe Ravoet
- Décors : Max Van Essche
- Genre : Biopic et drame
- Pays d'origine :  Belgique
- Langue : néerlandais
- Format original : couleur - 2,35:1
- Durée originale : 119 min
- Année de sortie : 2012

## Distribution
- Koen De Graeve : Mario Verstraete
- Geert Van Rampelberg : Thomas, ami de Mario
- Lotte Pinoy : Lynn, amie de Mario
- Iwein Segers : Speck, ami Mario
- Viviane De Muynck : Francine, la mère de Mario
- Michel Van Dousselaere : Roger, le père de Mario
- Eva Van Der Gucht : Sask, la femme de Speck
- Ben Segers : Glen, le physiothérapeute de Mario
- An Miller : Sofie, l'ex-femme de Mario
- Felix Maesschalck : Milan, le fils de Mario
- Lucas Vandervost : Frank Valaeys (d'après les médecins euthanasistes Marc Cosyns et Wim Distelmans)

## Récompenses
- 2012 : Deuxième cérémonie des Ensors
  - Meilleur film
  - Meilleur acteur pour Geert Van Rampelberg
  - Meilleur montage pour Philippe Ravoet
- 2012 : Festival international du film de Valladolid (Espagne) : prix du public et prix du meilleur film
- 2013 : Festival du cinéma international en Abitibi-Témiscamingue (Québec) : prix Hydro-Québec (meilleure appréciation du public)
- Magritte du cinéma 2014 : Meilleur film flamand en coproduction
- 2012 : Fiction "la plus dérangeante" du Tournai Ramdam Festival